# 더베드 왕국
더베드(웨일스어: Dyfed [dəvɛd])는 5세기 후로마 브리튼에 출현한 웨일스계 소왕국 중 하나였다. 옛 데메타에 부족의 땅인 오늘날의 웨일스 서남부, 아일랜드해로 뻗어나간 반도 지역을 기반으로 삼았다.  909년 세이설룩과 합쳐서 데허이바르스가 되었다.